# Austrolimnophila toxoneura
Austrolimnophila toxoneura là một loài ruồi trong họ Limoniidae. Chúng phân bố ở miền Tân bắc.